# Openbare Bibliotheek Nijmegen
De Openbare Bibliotheek Nijmegen verzorgde vanaf 1916 tot 2006 het bibliotheekwerk in de stad Nijmegen, in de Nederlandse provincie Gelderland.

## Geschiedenis

### Oprichting
Op 20 september 1916 gaat de Openbare Leeszaal en Bibliotheek (op Rooms-Katholieke grondslag) te Nijmegen van start. Op 3 maart 1917 roepen 9 kapitaalkrachtige Nijmegenaren de stichting 'Legendo Discimus' (Al lezende leren wij) in het leven. Deze stichting vormt de financiële basis van de Nijmeegse bibliotheek. Vanaf 1928 kent de bibliotheek te Nijmegen een muziekbibliotheek, onder leiding van de Nijmeegse pianiste Christine Kerper.

### Tweede Wereldoorlog
In maart 1943 wordt vrijwel de gehele boekencollectie geroofd door prof. dr. Th. Baader in opdracht van de Duitse bezetter. In september 1944 wordt de gehele muziekbibliotheek, samen met alle overige onderdelen van de bibliotheek, vernietigd door een brand, aangestoken door Duitse soldaten tijdens de chaotische bevrijding van Nijmegen.

### Na de oorlog
Op 13 april 1947 nam de bibliotheek de eerste mobiele bibliotheekvoorziening in bedrijf: een bibliobus in de vorm van een na de oorlog achtergebleven militaire vrachtwagen. Op 6 januari 1950 verhuist de bibliotheek naar een nieuw onderkomen aan de Oranjesingel. Dit heuglijke feit wordt gevierd met een optreden van Wim Sonneveld in de Nijmeegse Vereeniging. In de jaren 1966-1967 vinden onderhandelingen plaats tussen de besturen van de openbare bibliotheek en de Nijmeegse katholieke bibliotheekvoorziening. Dit resulteert op 3 september 1974 in de oprichting van de Gemeenschappelijke Openbare Bibliotheek.
Met ingang van 2003 wordt de Bibliotheek Nijmegen Literatuurprijs uitgereikt aan inzenders vanuit de gehele wereld. Uitreiking vindt jaarlijks in het voorjaar plaats in LUX

## Regionalisering
Op 1 januari 2006 fuseert de Nijmeegse bibliotheek met die van Overbetuwe tot de Bibliotheek Gelderland Zuid. Op 1 januari 2007 heeft de bibliotheek van Beuningen zich daarbij aangesloten. Op 1 januari 2008 zullen de bibliotheken van Beek/Ubbergen, Malden, Overasselt en Millingen aan de Rijn zich ook aansluiten bij de bibliotheek Gelderland Zuid. Met een werkgebied van rond de 285.000 inwoners is deze bibliotheek dan een van de grootste van Nederland.

## Vestigingen
De centrale bibliotheek (hoofdvestiging) was vanaf 1916 gehuisvest op de volgende adressen:
- 1916-1931 – Oranjesingel 2-A
- 1931-1944 – Van Schaeck Mathonsingel 1
- 1945-1950 – Van Oldebarneveldtstraat 6
- 1950-1971 – Nassausingel 4
- 1972-2000 – Ridderstraat 27
- 2000-heden – Mariënburg 29

## Directie
- 1916-1918 – vacant
- 1918-1953 – Maria Daniëls
- 1953-1970 – Maria Thien
- 1970-1971 – A.J. Kokke
- 1972-2000 – A.W.H. Hilderink
- 2000-2009 – Willem Huberts
- 2010-heden– Dianne Weersink